# Phyllonorycter kearfottella
Phyllonorycter kearfottella är en fjärilsart som först beskrevs av Braun 1908.  Phyllonorycter kearfottella ingår i släktet guldmalar, och familjen styltmalar. Inga underarter finns listade i Catalogue of Life.

## Bildgalleri

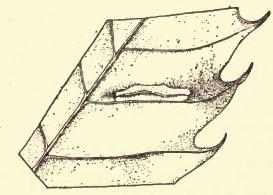